# گودفود مارکت
گودفود مارکت (انگلیسی: Goodfood Market) شرکت صنایع غذایی کانادایی است، که در سال ۲۰۱۴ تأسیس شد.